# Tweede Kamerverkiezingen 1998/Kandidatenlijst/Het Kiezers Collectief
Dit is de kandidatenlijst voor de Tweede Kamerverkiezingen 1998 van Het Kiezers Collectief. De partij deed mee in vijftien van de negentien kieskringen.

## De lijst
1. Hein Steinen - 709 stemmen
2. Donate den Hertog - 92
3. Jaap van de Scheur - 183
4. Liesbeth van Kriekingen - 80
5. Patrick Meijer - 50
6. Dimphi van Loon - 51
7. Peter Beccari - 29
8. Stanley Goeloe - 74
9. Rob Brockhus - 64
10. Wolter van Overbeeke - 28
11. Han Caron - 38
12. Matthijs Esser - 199
13. Dirk Schouten (alleen in kieskring 12 t/m 15) - 50
14. Rinus Vis (alleen in kieskring 13) - 9
15. Henk de Bode (alleen in kieskring 13) - 10

PvdA · CDA · VVD · D66 · AOV/U55+ · GroenLinks · Centrumdemocraten · RPF · SGP · GPV · SP · Senioren 2000 · Natuurwetpartij · NCPN · De Groenen · Vrije Indische Partij · Idealisten/Jij · NMP · Nederland Mobiel · Katholiek Politieke Partij · Het Kiezers Collectief · NSOV